# Марк Вестон
Марк Вестон (ім'я при народженні — Мері-Луїза Едіт Вестон, 30 березня 1905 — 29 січня 1978), прозваний «Дивом Девонширу» — був одним з найкращих британських спортсменів 1920-х років. Він був національним чемпіоном в жіночому метанні списа і метанні диска в 1929 році й виграв як жінка титул у штовханні ядра в 1925 році, 1928 і 1929 рр. Вестон народився з нетиповими статевими органами через розлад статевого розвитку (DSD) і був визнаний жінкою при народженні та виховувався дівчиною. У квітні та травні 1936 року Вестон зробив перехід та провів ряд коригувальних операцій у лікарні Чарінг Крос.  
Після операції Вестон змінив своє ім'я на Марк, відсторонився від змагань, а згодом працював масажистом. У липні 1936 року Вестон одружився з Альбертою Матильдою Брей, і у них народилося троє дітей. 
За його прикладом його старший брат Гаррі (раніше відомий як Гільда) також змінив свою гендерну презентацію та ім'я в 1930-х. Гаррі вчинив самогубство через депресію в 1942 році.
Вестон помер у лікарні Фрідом Філдс у Плімуті у 1978 році. 

## Галерея
|                              |
| Вестон у 1936 після переходу |

|                                |
| Вестон з Альбертою Брей у 1936 |